# Chloridolum variabilis
Chloridolum variabilis är en skalbaggsart som beskrevs av Schwarzer 1926. Chloridolum variabilis ingår i släktet Chloridolum och familjen långhorningar.
Artens utbredningsområde är Filippinerna. Inga underarter finns listade i Catalogue of Life.